# Canon EOS-1D
Canon EOS-1D — професійний цифровий дзеркальний фотоапарат серії Canon EOS. Надійшов у продаж у листопаді 2001 року і представляє перше покоління лінійки EOS-1D. Від всіх наступних моделей сімейства зовні відрізняється вікном сенсора балансу білого праворуч від пентапризми.

## Опис
Фотоапарат Canon EOS-1D замінив випущені до цього Canon EOS DCS 3 і Canon EOS D6000, розроблені спільно з Kodak, та є заснованим на шасі плівкової камери Canon EOS-1V. Модель EOS-1D стала першою професійною цифровою камерою, самостійно розробленою компанією Canon, і використовує світлочутливу CCD-матрицю розміру APS-H з ефективною роздільною здатністю 4,15 мегапікселя. Кроп-фактор при використанні об'єктивів, розрахованих на малоформатний кадр, становить 1,3×. Через високе енергоспоживання CCD-матриці ємності 12-вольтового нікель-металгідридного акумулятора NP-E3 вистачає лише на 350 знімків при кімнатній температурі. Цей недолік усунутий лише в наступній моделі Canon EOS-1D Mark II, в якій використана КМОП-матриця: працездатність такої самої батареї в цій камері в п'ять-шість разів перевершує EOS-1D.
Конструкція камери, заснована на плівковому еквіваленті EOS-1V, характеризується таким самим пиловологозахищеним корпусом з магнієвого сплаву. Від корпусу попередника він відрізняється задньою частиною з «цифровими» органами управління і нероз'ємної конструкцією: батарейна ручка виконана як одне ціле з фотоапаратом. Ламельний затвор з вертикальним ходом металевих шторок забезпечує діапазон витримок від 1/16 000 до 30 секунд при рекордному значенні витримки синхронізації до 1/500 секунди. Узгоджені спалахи додатково підтримують синхронізацію на надкоротких витримках за рахунок «розтягнутого» імпульсу. Модуль автофокусу з 45 точками фокусування так само запозичений у плівкового аналога. На момент виходу EOS-1D був найшвидшим цифровим дзеркальним фотоапаратом, дозволяв знімати більше 8 кадрів в секунду серією до 21 формату JPEG та 16 формату RAW.

## Сумісність
EOS-1D сумісний з усіма об'єктивами з байонетом EF (крім EF-S) і фотоспалахами серії Canon Speedlite EX, що підтримують технологію E-TTL з попереднім імпульсом. Як штатна використовується модель 550 EX, розроблена ще для плівкового фотоапарата EOS 3. Спалахи попередньої Speedlite серії EZ працездатні тільки в ручному режимі, оскільки підтримують технологію A-TTL, засновану на вимірі світла, відбитого від плівки за принципом TTL OTF.